# Council Bluffs
Council Bluffs (fino al 1853 nota come Kanesville) è una città e capoluogo della contea di Pottawattamie, Iowa, Stati Uniti d'America. È la città più grande dell'Iowa sud-occidentale ed è una delle città principali dell'area metropolitana di Omaha-Council Bluffs. Si trova sulla riva orientale del fiume Missouri, di fronte a Omaha, Nebraska.
La popolazione di Council Bluffs era di 62 230 abitanti al censimento del 2010. Insieme alla vicina Omaha a ovest, Council Bluffs faceva parte della 60ª più grande area metropolitana degli Stati Uniti nel 2010, con una popolazione stimata di 865 350 abitanti nelle otto contee dell'area metropolitana di Omaha-Council Bluffs.

## Storia
Council Bluffs era conosciuta, almeno fino al 1853, come Kanesville. Kanesville è anche la città di ancoraggio più settentrionale degli altri sentieri di emigrazione, poiché c'era una barca a vapore per trasportare i loro carri e bestiame attraverso il fiume Missouri.
Council Bluffs ha più di un decennio di storia rispetto a Omaha. Quest'ultima, fondata nel 1854 dagli uomini d'affari e speculatori di Council Bluffs in seguito al Kansas-Nebraska Act, è cresciuta fino a diventare una città notevolmente più grande.

## Geografia fisica
Secondo l'Ufficio del censimento, ha un'area totale di 43,62 mi² (112,98 km²).

## Società

### Evoluzione demografica
Secondo il censimento del 2010, la popolazione era di 62 230 abitanti.

### Etnie e minoranze straniere
Secondo il censimento del 2010, la composizione etnica della città era formata dal 90,9% di bianchi, l'1,9% di afroamericani, lo 0,6% di nativi americani, lo 0,7% di asiatici, lo 0,0% di oceanici, il 3,6% di altre razze, e il 2,4% di due o più etnie. Ispanici o latinos di qualunque razza erano l'8,5% della popolazione.

## Religione
Era il punto di partenza storico del Mormon Trail.